# Jiří Schelinger
Jiří Schelinger (Bousov, 6 de marzo de 1951 - Bratislava, 13 de abril de 1981) fue uno de los cantantes de rock y compositores checos más importantes.

## Vida
Jiří Schelinger nació en Bousov, Checoslovaquia, actualmente República Checa. Su padre fue profesor de música y bajo su influjo Jiří empezó a tocar el piano y la guitarra ya desde joven. En la escuela primaria visitaba tertulias musicales. Empezó a estudiar en un centro educativo para hacerse instalador pero nunca aprobó sus estudios. A sus 17 años, en 1968, fue detenido por repartir unos carteles con proclamas contra la invasión soviética e intentó suicidarse ostensiblemente en la cárcel cortándose las venas. Por ello fue transportado al manicomio de Bohnice, en Praga, quedando en libertad un poco más tarde.

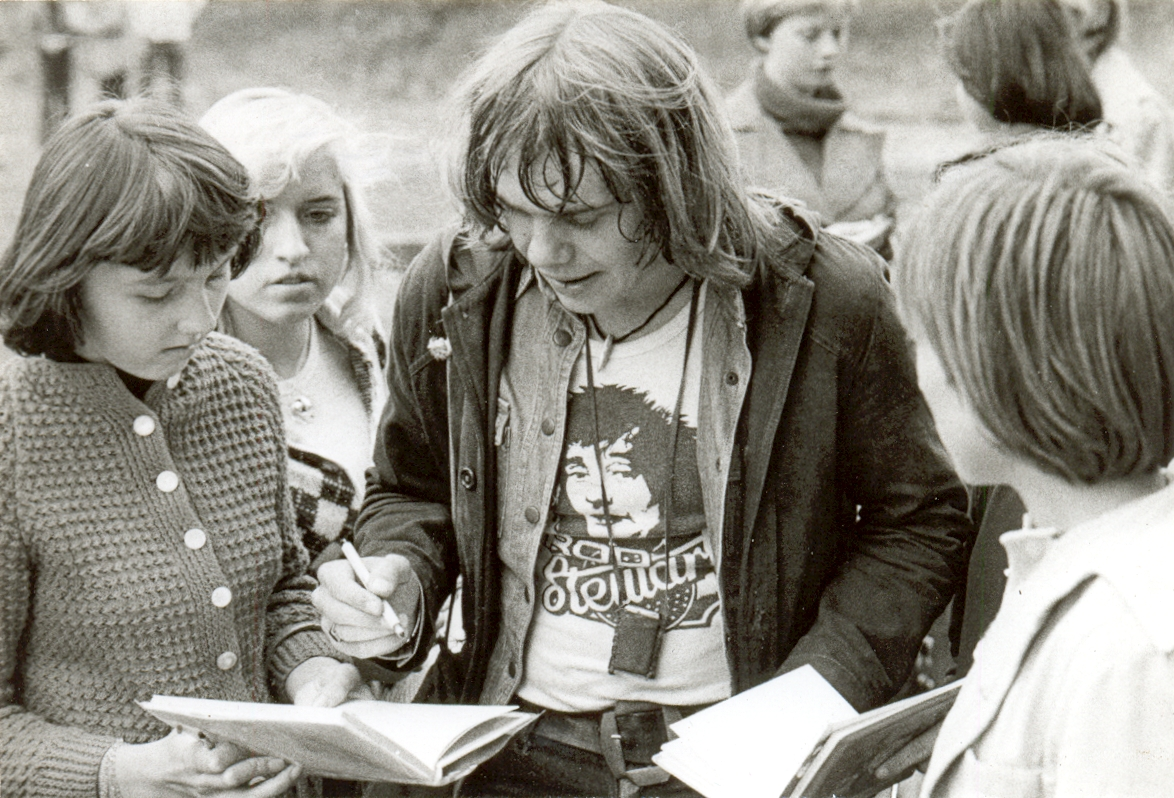
Jiří firma sus fotos después de un concierto

Su primer grupo musical, que fundó ya en la escuela primaria y del que era guitarrista, se llamaba Nothing But Nothing. Más tarde se presentó en el grupo de Ivo Trojan, llamado Smaragd. Durante el concierto de Liberec conoció a Alena, su futura primera esposa, con la que tuvo a su única hija Andrea. El matrimonio fracasó y la pareja se separó.
Otro estilo musical por el que se interesó fue el blues, y formó parte del grupo The Happy Five, pero pronto se fueron a Finlandia y Schelinger quedó sin contrato. Aceptó por eso una propuesta de Karel Šíp, jefe del grupo musical Faraon. En 1972 grabó con este grupo su primera canción de gran éxito, Holubí dům (Casa de palomas), de Jaroslav Uhlíř (música) y Zdeněk Svěrák (letra). Esta canción sigue siendo su mayor éxito y es una de las más populares del país hasta hoy día.
En 1973 cambió nuevamente de banda y empezó a cantar y a tocar guitarra en el grupo de František Ringo Čech, ya que quiso iniciarse en el rock duro. El rock duro, tratándose de un país comunista, era un estilo prohibido por su origen occidental (americano) y no era fácil practicarlo. Pero František Ringo Čech era un mánager muy avispado y el grupo logró grabar el primer disco de rock duro que salió a la luz en Checoslovaquia en el año 1977. El disco se llamaba Hrrr na ně.... El grupo tuvo que pagar un alto precio al régimen para actuar en proyectos de música popular interpretando la música pop de bubblegum. Dos años más tarde grabaron el disco Nám se líbí ("Nos gusta") y empezaron a preparar un nuevo disco,  Zemětřesení ("Terremoto"), que nunca apareció a causa de la muerte precoz de Schelinger. La colaboración con František Ringo Čech resultó ser muy fructífera: juntos crearon la mayoría de los sencillos más destacados del rock duro checo (siendo Schelinger autor de la música y Čech de la letra).

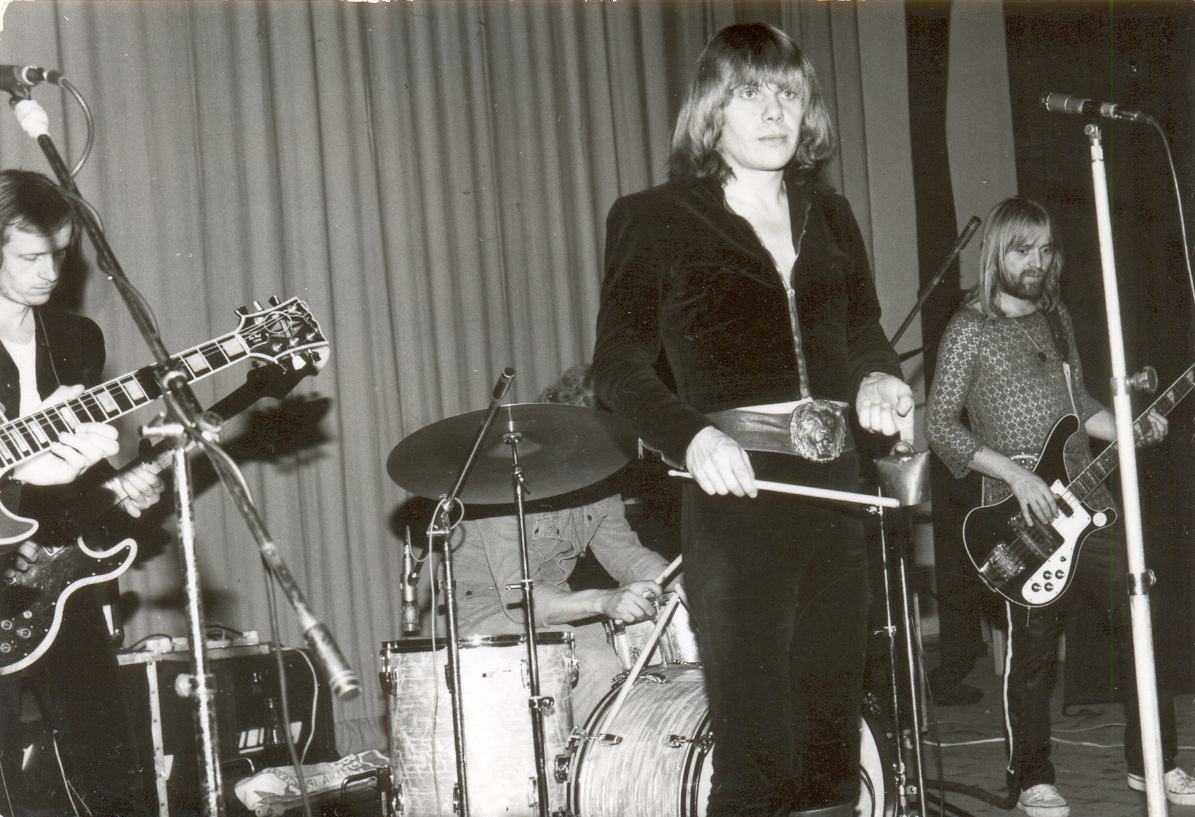
Durante un concierto, con su hermano Milan (a la izquierda)

## Muerte
El 13 de abril de 1981 Schelinger fue a Bratislava a rodar un vídeo para su canción Což takhle dát si špenát, una canción pop de gran éxito. Hasta hoy no se sabe por qué Schelinger saltó aquella noche del puente antiguo (Starý most), al Danubio. En torno a su extraña muerte han surgido varias especulaciones: se hicieron conjeturas sobre un asesinato por parte de los comunistas, a quienes Schelinger causaba problemas ideológicos con su inoportuna música, su pelo largo, su comportamiento rebelde, su colaboración con artistas prohibidos, etc. También se difundió la idea de que en realidad Schelinger no hubiera muerto sino que se hubiera ido al extranjero y se tratara de un suicidio fingido. A pesar de todos los rumores, el 7 de mayo de 1981 se encontró en el río un cuerpo de un hombre desconocido que más tarde fue certificado como el cuerpo de Jiří Schelinger tras la autopsia. El caso fue considerado un accidente pero el público culpó al gobierno también por el total silenciamiento de la desaparición, la muerte y el funeral del intérprete en la prensa.

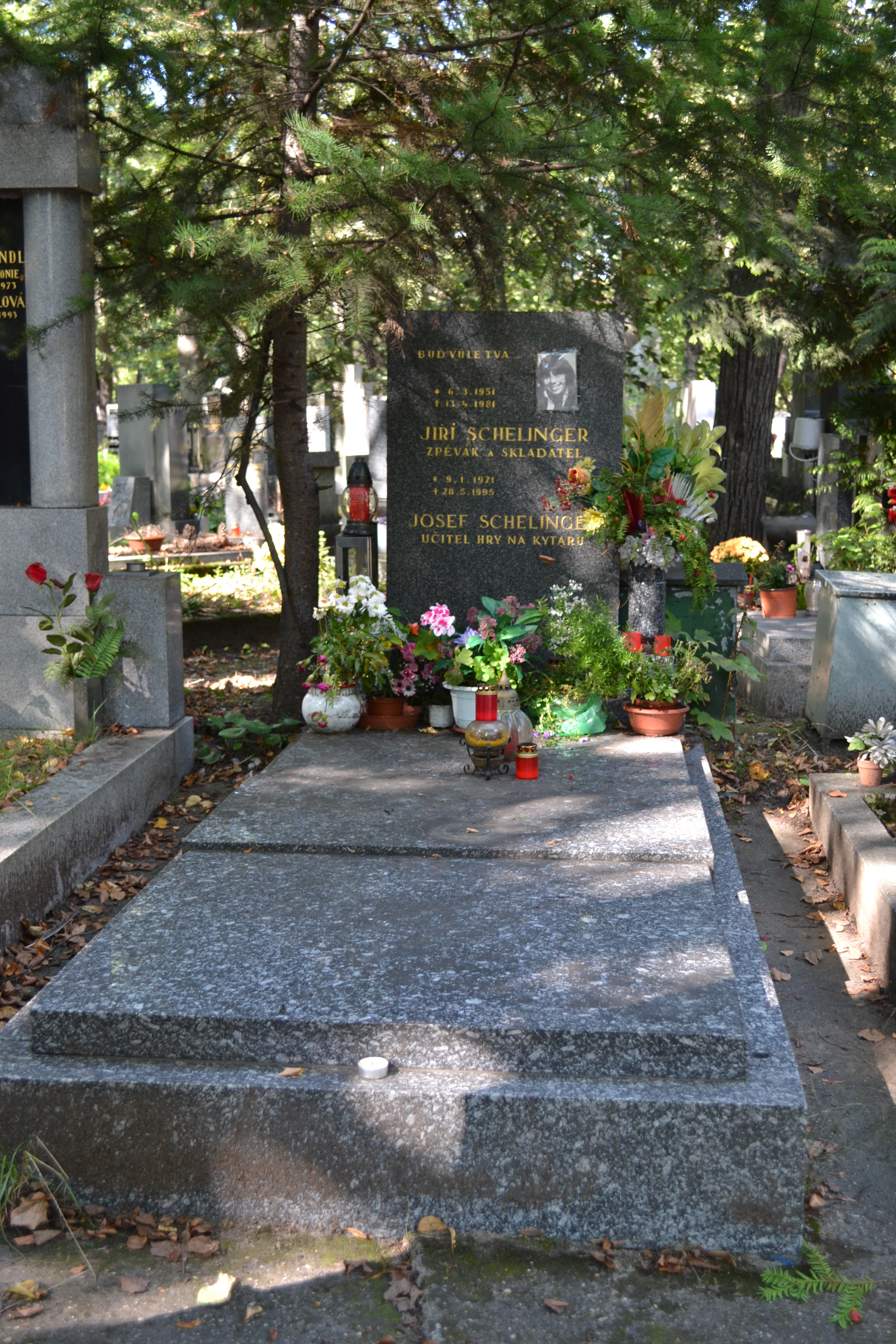
Tumba de Jiří Schelinger en el Cementerio de Olšany, en Praga.

A pesar de su corta vida, Schelinger se hizo un intérprete legendario en la música beat de Checoslovaquia. Su voz fue la más destacada de todas en la historia del rock checo y se le considera como uno de los cantantes más grandes de Checoslovaquia. Sus canciones siguen siendo oídas. Desgraciadamente la mayoría de sus composiciones de rock duro no fueron grabadas a causa de la censura. 
"Visualmente era Mick Jagger, en su carácter era Jim Morrison y así acabó. Se dice que los favoritos de Dios mueren temprano. ¡Qué pena!" (František Ringo Čech)